# Кормянско
Кормянско (болг. Кормянско) — село в Болгарии. Находится в Габровской области, входит в общину Севлиево. Население составляет 663 человека.

## Политическая ситуация
В местном кметстве Кормянско, в состав которого входит Кормянско, должность кмета (старосты) исполняет Момчил Ангелов Спиров (независимый) по результатам выборов правления кметства.
Кмет (мэр) общины Севлиево — Йордан Георгиев Стойков (коалиция в составе 5 партий: Болгарская социал-демократия (БСД), Болгарская социалистическая партия (БСП), Движение за социальный гуманизм (ДСХ), Земледельческий союз Александра Стамболийского (ЗСАС), Политический клуб «Экогласность») по результатам выборов.